# Fenpentadiol
Fenpentadiol (INN) (tên thương hiệu Tredum, Trefenum; tên mã phát triển Rd-292), còn được gọi là phenpentanediol, là một loại thuốc được mô tả là thuốc an thần và thuốc chống trầm cảm trước đây được bán ở châu Âu. Nó cũng có tác dụng kích thích, an thần và giải lo âu, với hai tác dụng sau chỉ xảy ra ở liều cao hơn.